# Alex W. du Prel
Alex W. du Prel, né le 15 janvier 1944 à Vienne (Autriche) et mort le 14 mars 2017 sur l'île de Moorea (Polynésie française), est  un journaliste, écrivain et un patron de presse français d'origine américaine.

## Biographie
Né en 1944 en Autriche, d'un père militaire américain et d'une mère allemande, jeune, il grandit en France, Allemagne et USA. Il parle 5 langues. Il devient géomètre-expert puis ingénieur pour la construction d'usine d'alumine et de raffineries de pétrole dans les Caraïbes, puis pour les hôtels de la chaîne Rockresorts aux Îles Vierges. En 1974, il construit un voilier, puis réalise en solitaire la traversée Panama-Hawaï, en deux mois et demi de mer. D'abord ingénieur pour les hôtels Bora Bora et Tahara'a, il crée en 1977 le Yacht Club de Bora Bora qu'il vend en 1982. L'acteur Marlon Brando lui demande alors de s'occuper de l'atoll de Tetiaroa, ce qu'il fait jusqu'en 1988.
Il devient ensuite pigiste pour le groupe Hersant. En 1991, il crée le mensuel Tahiti-Pacifique, qui publie des articles de référence sur la vie économique et politique en Polynésie,, bousculant indirectement la presse locale. « Il est trop seul, il fait partie de ces journalistes indispensables qui confondent journalisme et combat, au détriment d'une certaine objectivité », commente un ancien rédacteur en chef de La Dépêche de Tahiti, un concurrent.

## Publication
- Alex W. duPrel, Le Bleu qui fait mal aux yeux : Nouvelles des îles du Pacifique, Moorea, Les Éditions de Tahiti, 1988, 115 p. (ISBN 2-907776-00-2)
- Alex W. duPrel, Le Paradis en folie : Histoires des îles de Polynésie, Moorea, Les Éditions de Tahiti, 1989, 127 p. (ISBN 2-907776-01-0)

#### Articles
- Gérard Davet, « A l'ombre des cocotiers », Le Monde,‎ 18 août 2009 (lire en ligne).
- Fabrice Lhomme, « Alex du Prel, un journaliste d'investigation sous les cocotiers », Mediapart,‎ 12 février 2010 (lire en ligne).

### Vidéographie
- Tahiti Pacifique magazine, une goutte de liberté dans l'océan, documentaire d'Arnaud Hudelot, 2012, 52 minutes édité par Grand Angle production, France Télévisions, (bande-annonce). ISAN : 0000-0003-1661-0000-U-0000-0000-L